# Все те незриме світло (мінісеріал)
«Все те незриме світло» (англ. All the Light We Cannot See) — американський мінісеріал 2023 року у жанрі драми та створений компаніями 21 Laps Entertainment, Nebula Star. В головних ролях — Арія Міа Лоберті, Луї Гофман, Ларс Айдінгер, Г'ю Лорі, Марк Раффало, Меріон Бейлі. Серіал вийшов на Netflix 2 листопада 2023 року. Серіал має 1 сезон. Завершився 4-м епізодом, який вийшов у ефір 2 листопада 2023 року. На основі бестселера «Все те незриме світло», 2014 р. Ентоні Дорра, який здобув Пулітцерівську премію.

## Сюжет
Наприкінці Другої світової війни доля зводить незрячу француженку й німецького солдата.

## Актори та персонажі

### Головні
| Актор            | Роль                  |
| ---------------- | --------------------- |
| Арія Міа Лоберті | Марі-Лор Леблан       |
| Луї Гофман       | Вернер Пфенніг        |
| Ларс Айдінгер    | Райнхольд фон Румпель |
| Г'ю Лорі         | Етьєн Леблана         |
| Марк Раффало     | Даніель Леблан        |
| Меріон Бейлі     | мадам Манек           |

### Повторювані
| Актор           | Роль                     |
| --------------- | ------------------------ |
| Нелл Саттон     | Марі-Лор Леблан (молода) |
| Якоб Діль       | Мюллер                   |
| Розі Хілал      | фрау Єлєна               |
| Фелікс Каммерер | Шмідт                    |
| Андреа Дек      | Сандріна                 |
| Джеймс Драйден  | месьє Карон              |
| Корін Сілва     | Френк Волкхаймер         |
| Луна Ведлер     | Ютта Пфенніг             |
| Бернд Хьольшер  | Бастіан                  |
| Ед Скрейн       | Рудольф Зайдлер          |
| Ріхард Заммель  | доктор Гауптман          |
| Рашан Стоун     | професор Хаблін          |
| Елізабет Дулак  | Жаклін                   |
| Сара Кроуден    | мадам Бланшар            |
| Меггі Деніелс   | мадам Фонтіно            |

## Сезони
| Сезон | Епізоди | Епізоди | Оригінальний показ | Оригінальний показ | Оригінальний показ |
| Сезон | Епізоди | Епізоди | Перший показ       | Останній показ     | Мережа             |
| ----- | ------- | ------- | ------------------ | ------------------ | ------------------ |
| 1     | 4       | 4       | 2 листопада 2023   | 2 листопада 2023   | Netflix            |

## Список серій

### Сезон 1 (2023)
| № | # | Назва                  | Режисер  | Сценарист   | Перший ефір у США |
| --- | - | ---------------------- | -------- | ----------- | ----------------- |
| 1 | 1 | «Епізод 1» «Episode 1» | Шон Леві | Стівен Найт | 2 листопада 2023  |
| Серпень 1944 року. В окупованому нацистами Сен-Мало Марі веде радіотрансляцію під час бомбардування, хоча це карається смертю. Її слухає молодий німецький солдат Вернер.  |   |                        |          |             |                   |
| 2 | 2 | «Епізод 2» «Episode 2» | Шон Леві | Стівен Найт | 2 листопада 2023  |
| Під час напруженого допиту Марі пригадує вторгнення нацистів у Париж. Вернер, своєю чергою, згадує доленосний візит есесівця до їхнього сиротинця.                         |   |                        |          |             |                   |
| 3 | 3 | «Епізод 3» «Episode 3» | Шон Леві | Стівен Найт | 2 листопада 2023  |
| Завоювавши довіру Етьєна, Вернер розповідає про своє жахливе минуле й про те, що для нього означає коротка хвиля 13.10. Даніель щосили намагається обдурити гестапо.       |   |                        |          |             |                   |
| 4 | 4 | «Епізод 4» «Episode 4» | Шон Леві | Стівен Найт | 2 листопада 2023  |
| Фон Румпель хоче за будь-яку ціну отримати Море полум’я та робить останню пропозицію. Тривають обстріли, американці заходять у місто, а Вернер поспішає на порятунок Марі. |   |                        |          |             |                   |

## Відгуки критиків
| Сезон | Відгуки критиків   | Відгуки критиків |
| Сезон | Rotten Tomatoes    | Metacritic       |
| ----- | ------------------ | ---------------- |
| 1     | 28 % (53 рецензії) | 36 (26 рецензій) |

#### Сезон 1
На сайті-агрегаторі рецензій Rotten Tomatoes перший сезон має 28 % «свіжості» на основі 53 рецензій із середнім рейтингом 5,1/10.
На Metacritic серіал отримав 36 балів зі 100 на основі 26 рецензій від кінокритиків, що свідчить про «загалом змішані рецензії».